# Grote Wetering (waterloop)
De Grote Wetering (ook Groote Wetering of Barrière Wetering genaamd) is een voornamelijk gegraven waterloop in de Nederlandse provincie Noord-Brabant waarvan het bovenloop gevormd wordt door de gelijknamige beek die ten oosten van Nistelrode in het natuurpark Maashorst haar brongebied heeft.
De loop stroomt vrijwel geheel in westelijke richting en neemt nog de Kleinwijkse Loop, de Graanloop en de Venloop op en komt via de Zandvang ten oosten van 's-Hertogenbosch uit in de Aa. Het meest westelijke deel is ook weer een vergraven beekbedding. De lengte van de waterloop bedraagt ongeveer 12 km.
De waterloop is vermoedelijk in de 13e eeuw gegraven door monniken uit Vinkel die tot de orde der Wilhelmieten behoorden en bindingen hadden met het klooster Baseldonk te 's-Hertogenbosch. Daarom werd de Grote Wetering vroeger Monniksgraeve genoemd.
In de huidige vorm dateert de Grote Wetering van het begin van de 20e eeuw, toen ze werd uitgegraven om het omringende moerasgebied te ontwateren.
Langs de Grote Wetering is in het begin van de 21e eeuw een ecologische verbindingszone aangelegd.